# Stanisław Bielecki
Pour les articles homonymes, voir Bielecki.
Stanisław Bielecki (né le 23 avril 1928 et mort le 11 août 2001  à Varsovie) est un homme politique et journaliste polonais.

## Carrière
Bielecki est successivement journaliste dans la revue politique polonaise Polityka, rédacteur en chef adjoint du bimensuel culturel Wspolczenosc, puis du journal Express Wieczorny.
Il devient, en 1972, premier adjoint au maire de Varsovie, poste qu'il occupe jusqu'en 1990.
Bielecki prend ses fonctions en tant que 1er secrétaire de l'Union des Villes Martyres, Villes de la Paix en 1982 et continue d'occuper cette fonction jusqu'à sa mort en 2001.

### Distinctions
Bielecki est fait Citoyen d'honneur de la ville de Piastow (Pologne), et est décoré par la Croix de Commandeur de l'Ordre Polonia Restituta (Ordre de la Renaissance de la Pologne).